# Aeroportul Exuma
Aeroportul Exuma (IATA: GGT, ICAO: MYEF) este un aeroport din George Town, Bahamas⁠(d), Bahamas ce deservește zona George Town, Bahamas⁠(d). A fost numit după zona deservită.
Situat la o altitudine de 1 m, aeroportul dispune de o singură pistă.